# 徐上瀛
徐上瀛（？—？），號青山，明亡後改名為谼，號石泛山人，南直隸蘇州府太倉州人，虞山琴派代表琴家。先後從陳星源（陳愛桐子）、張渭川（陳愛桐弟子）、嚴澂（陳星源弟子）學琴。著有《大還閣琴譜》，其中包含了〈谿山琴況〉一文，該文有系統地論述古琴音樂美學，對後世琴家影響甚大。